# Изабелла Испанская (1851—1931)
Изабелла де Бурбон и Бурбон ((исп. Isabel de Borbón y Borbón) при рождении Мария Изабелла Франциска де Асис Кристина де Паула Доминга де Бурбон и Бурбон (исп. María Isabel Francisca de Asís Cristina de Paula Dominga de Borbón y Borbón), 20 декабря 1851, Мадрид, Испания — 22 апреля 1931, Париж, Франция) — испанская инфанта, старшая дочь королевы Изабеллы II и Франсиско де Асиса Бурбон, наследница испанского трона и принцесса Астурийская в 1851—1857 и 1874—1880 годах. Была видной фигурой в период правления своего брата Альфонсо XII и племянника Альфонсо XIII. Считалась самым популярным членом испанской королевской семьи. Была супругой принца Гаэтано Бурбон-Сицилийского, графа Джидженто.

## Детство

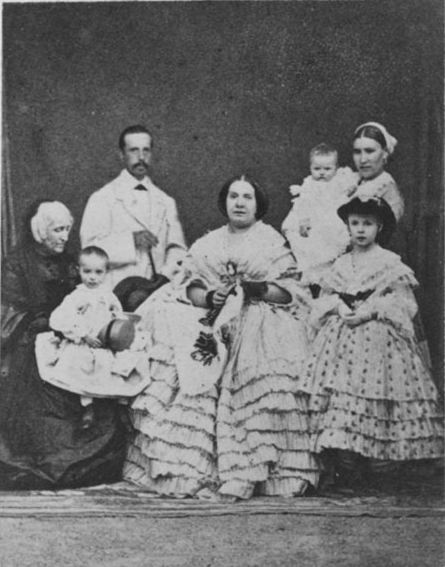
Инфанта Изабелла вместе с семьей в возрасте 8 лет. Слева направо: маркиза де Мальпике с Альфонсо, принцем Астурийским на коленях, король Франсиско де Асис де Бурбон, королева Испании Изабелла II, горничная с инфантой Марией де ла Консепсьон и инфанта Изабелла

Изабелла родилась в Королевском дворце в Мадриде 20 декабря 1851 года. Она стала вторым ребёнком в семье правящей королевы Испании Изабеллы II и её супруга Франсиско де Асис де Бурбона, которому был дан титул короля-консорта Испании. Старший ребёнок супругов, инфант Фердинанд умер сразу после рождения. Появления на свет второго ребёнка ждали с большим нетерпением, но были разочарованы, когда родилась девочка. С рождения Изабелла получила титул принцессы Астурийской, как наследница своей матери, королевы Изабеллы II.
Инфанта была крещена на следующий день после рождения под именем Мария Изабелла Франциска де Асис Кристина де Паула Доминга де Бурбон и Бурбон (исп. María Isabel Francisca de Asís Cristina de Paula Dominga de Borbón y Borbón). Брак её родителей не был идеальным. В возрасте шестнадцати лет королеву Изабеллу насильно выдали замуж за Франсиско де Асис де Бурбона, герцога Кадисского, который приходился ей дальним родственником. Мужа королева не любила. Он считался импотентом и гомосексуалом. У королевы были многочисленные любовники, от которых королева и рожала своих детей, а герцог Кадисский признавал их своими. Испанцы называли детей, рожденных в результате этих связей, по имени их истинных отцов. Изабелла носила прозвище Арануэла (la Aranuela) по имени офицера Людвига Араны (1826—1891) — молодого испанского аристократа, имевшего чин офицера. Отношения между ним и королевой длились с 1851 до 1856 года. После рождения инфанты, Франсиско тут же признал ребёнка своим. Так же он поступал со всеми остальными детьми королевы, которых в браке родилось шестеро.
2 февраля 1852 года принцесса Изабелла впервые была представлена обществу, когда королева совершала традиционный визит в церковь Богоматери Аточи. Во время этого визита на королеву напал сумасшедший священник и ударил её ножом. Королева была спасена благодаря толстому корсету, и рана оказалась не опасной для жизни. Подрастая, принцесса Изабелла все чаще появлялась на публике вместе с родителями. В народе её называли La Chata из-за её курносого носа. В 1854 году королева родила дочь, которая умерла после рождения. Следующий ребёнок, принц Альфонсо, будущий король Альфонсо XII родился через 6 лет после рождения Изабеллы. Сразу после этого, она потеряла статус наследницы престола и титул принцессы Астурийской, которые перешли к новорожденному брату. У Изабеллы остался лишь титул испанской инфанты.
Отношения между детьми королевы Изабеллы и королём Франсиско были холодными и формальными, они общались только на официальных приемах. Изабелла II уделяла мало внимания своим детям, занимаясь в основном политическими делами. Изабелла получала гораздо лучше образование нежели её мать и считалась наиболее одаренным ребёнком в семье. Особое внимание в обучении уделялась иностранным языкам, принцесса любила музыку и верховую езду. Лошади были её страстью всю жизнь.

## Брак

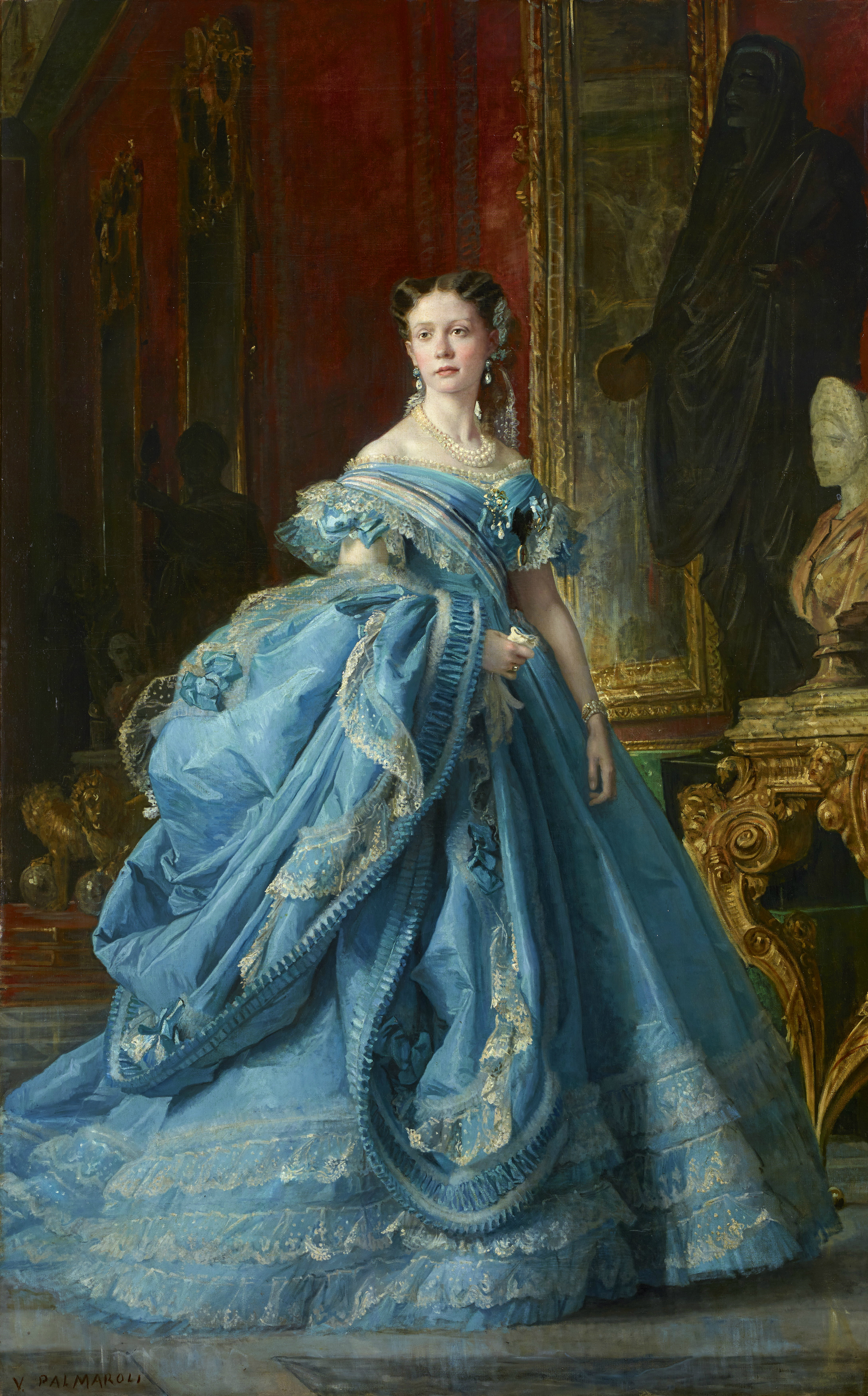
Портрет инфанты Изабеллы кисти Висенте Пальмароли, 1866. Королевский дворец в Мадриде, Мадрид

Несмотря на то, что инфанта официально больше не была наследницей трона, её рассматривали как вполне реальную будущую королеву Испании, по той причине, что состояние здоровья её брата было очень слабым. Из-за этого к ней был проявлен повышенный интерес в выборе будущего супруга, который позже мог стать её консортом. Леопольдо О’Доннелл, премьер-министр при Изабелле II высказал идею выдать её замуж за принца Амедео Савойского, чья сестра Мария Пия недавно вышла замуж за португальского короля Луиша I. Королеве Изабелле не понравилось такое предложение, однако она согласилась на встречу между её 14-летней дочерью и 20-летним савойским принцем. В сентябре 1865 года Изабелла встретилась с Амедео в Сараус, где королевская семья находилась на отдыхе. Из этой встречи ничего не вышло, брак не состоялся.
По политическим причинам королеве Изабелле II пришлось признать власть Савойской династии над Италией, что очень не понравилось родственникам — членам дома Обеих Сицилий. Ультраконсервативная партия Испании во главе с супругом королевы убедили её выдать замуж Изабеллу за одного из членом дома Обеих Сицилий. Кандидатом был выбран принц Гаэтано Бурбон-Сицилийский, граф Джидженто, сын короля Фердинанда II и Марии Терезы Австрийской. Семья недавно потеряла мать и была в довольно плохом финансовом положении. Также, Гаэтано приходился двоюродным братом как матери так и отцу инфанты Изабелле.
Ни Изабелла, ни Гаэтано не были рады этому браку. Свадьба должна была состояться в апреле 1868 года в Испании, но принц на неё не приехал, и она была перенесена на несколько недель. Гаэтано описывали как «доброго и высокого юношу, но без гроша в кармане, с плохим здоровьем и отсутствием интеллекта». Про инфанту Изабеллу говорили что она была «невысокого роста, блондинка с голубыми глазами и с небольшим, повернутым в сторону носом, достаточно консервативной и упрямой девушкой».

## Графиня Джидженто

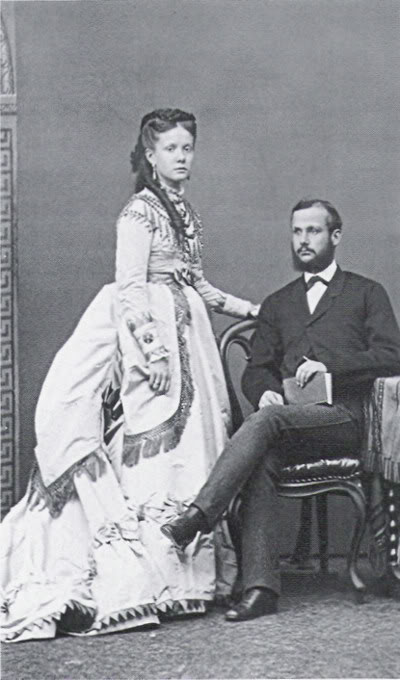
Инфанта Изабелла вместе с супругом принцем Гаэтано Бурбон-Сицилийским. 1868 год

Свадьба состоялась с большим размахом 13 мая 1868 года. После этого Изабелла II даровала Гаэтано титул инфанта Испанского (на испанский манер его имя звучало как Каэтано). После свадьбы молодая пара первым делом отправилась в медовый месяц в Рим, где остановились в Палаццо Фарнезе. По дороге обратно Изабелла вместе с мужем заехали в Австрию, где посетили родственников Гаэтано с материнской линии. Далее они направились во Францию, где были приняты французским императором Наполеоном III и императрицей Евгенией. Там же они получили известие, что королева Изабелла II была свергнута с престола, и в стране началась революция. Гаэтано немедленно выехал в Испанию, где пытался отстоять интересы монархии в битве при Алколео, однако поражение в этой битве ознаменовало конец правления Изабеллы. Королева вместе с семьей бежала в Париж, где мать ожидала Изабелла. Первоначально Гаэтано вместе с супругой также поселились в Париже в доме их дяди принца Луижи, графа Акуила.
В это время Гаэтано начал страдать психическими заболеваниями, постоянно находился в депрессии. После двух лет брака пара отправилась в путешествие по Европе, в надежде на улучшение состояния Гаэтано. Они посетили Австрию, Германию и Англию, однако лучше ему не стало. Летом 1870 года графы Джидженто поселились в Люцерне, подальше от политической жизни. Гаэтано скрывал от жены истинную болезнь, которой страдал. Это была эпилепсия. Но однажды у него случился приступ в присутствие супруги. В начале лета 1871 года они переехали в Женеву, потом посетили Париж, где находились бывшая королева с остальной семьей, далее снова вернулись в Люцерну. В сентябре 1871 года у Изабеллы случился выкидыш. Потеря ребёнка, изгнание королевской семьи и ухудшение здоровья плохо сказывались на состоянии Гаэтано, которое все время ухудшалось. Он впал в глубокую депрессию, пытался покончить жизнь самоубийством, выпрыгнув из окна. После этого его не оставляли одного, с ним рядом постоянно находилась жена или его адъютант. Однако, 26 ноября 1871 года, когда они остановились в отеле в Люцерне, Гаэтано заперся в номере и выстрелил себе в голову. Принц был найден живым, но вскоре скончался.
Инфанте Изабелле едва исполнилось двадцать лет, когда она стала вдовой. Она искренне оплакивала своего супруга, к которому испытывала большую привязанность. После его смерти, она переехала к матери в Париж. Последующие три года Изабелла жила спокойной жизнью вместе с матерью, занимаясь воспитанием троих младших сестер. Встречалась она и с отцом Франсиско, который жил отдельно от королевы, а также посещала брата Альфонсо, который учился в Вене. В 1872 и 1873 году совершала поездки в Мюнхен, где жила у тети Амелии, которая была замужем за баварским принцем. В то же время инфанта активно содействовала восстановлению монархии в Испании в лице её брата, часто переписывалась по этому поводу с Антонио Кановас дель Кастильо.

## Последующая жизнь
29 декабря 1874 года брата инфанты Изабеллы Альфонсо призвали на испанский престол. Испанская королевская семья собралась тогда вместе в Париже, чтобы отпраздновать Новый год, когда они получили известие. 14 января 1875 года новый король прибыл в Испанию. В следующем месяце Изабелле предложили вернуться в качестве первой леди страны и как предполагаемого наследника. 5 марта инфанта выехала на судне из Марселя и через 2 дня вступила на испанскую землю.
24 марта 1875 года Изабеллу снова провозгласили принцессой Астурийской. Она вместе с братом пользовались огромной популярностью народа. В этот период рассматривались возможные кандидатуры на повторный брак инфанты. Австрийский эрцгерцог Людвиг Сальватор, который проживал в Испании был первым претендентом на руку Изабеллы, которого выбрало правительство. Но позже от его кандидатуры отказались из-за сложного характера эрцгерцога. Ещё одним кандидатом был принц Арнульф Баварский, но Изабелла не желала вступать в повторный брак, и её брат, с которым она была очень близка уважал её выбор. Больше в брак она не вступала.
В первые годы правления Альфонсо инфанта всячески помогала ему, была для него правой рукой. Бывшая королева продолжала проживать во Франции даже после восстановления монархии, а своих младших дочерей отослала на воспитание Изабелле. С инфантами Пилар и Марией де ла Пас у Изабеллы сложились хорошие отношения, они не доставляли ей неприятностей. У Изабеллы были разногласия лишь с младшей сестрой Эулалией, которая от природы была энергичной и амбициозной.
В 1878 году Альфонсо женился на Мерседес Орлеанской, которая стала королевой Испании. Изабелла очень с ней сдружилась и давала ей наставления по поводу её новой роли первой леди. После брака своего брата у Изабеллы появилось больше времени для путешествий и любимых занятий. После неожиданной смерти Мерседес от туберкулеза, Изабелла помогла брату выбрать другую жену, которой стала Мария Кристина Австрийская, приходившаяся родственницей бывшему мужу Изабеллы принцу Гаэтано. Ранняя смерть брата стала для неё большим ударом. Изабелла оставалась влиятельной фигурой при испанском дворе во время регентства Марии Кристины, давая ей всяческую поддержку в политических делах. Изабелла стала второй матерью для детей её брата: Мерседес, Марии Терезы и Альфонсо, ставшего с рождения королём Альфонсо XIII.

## Наследие

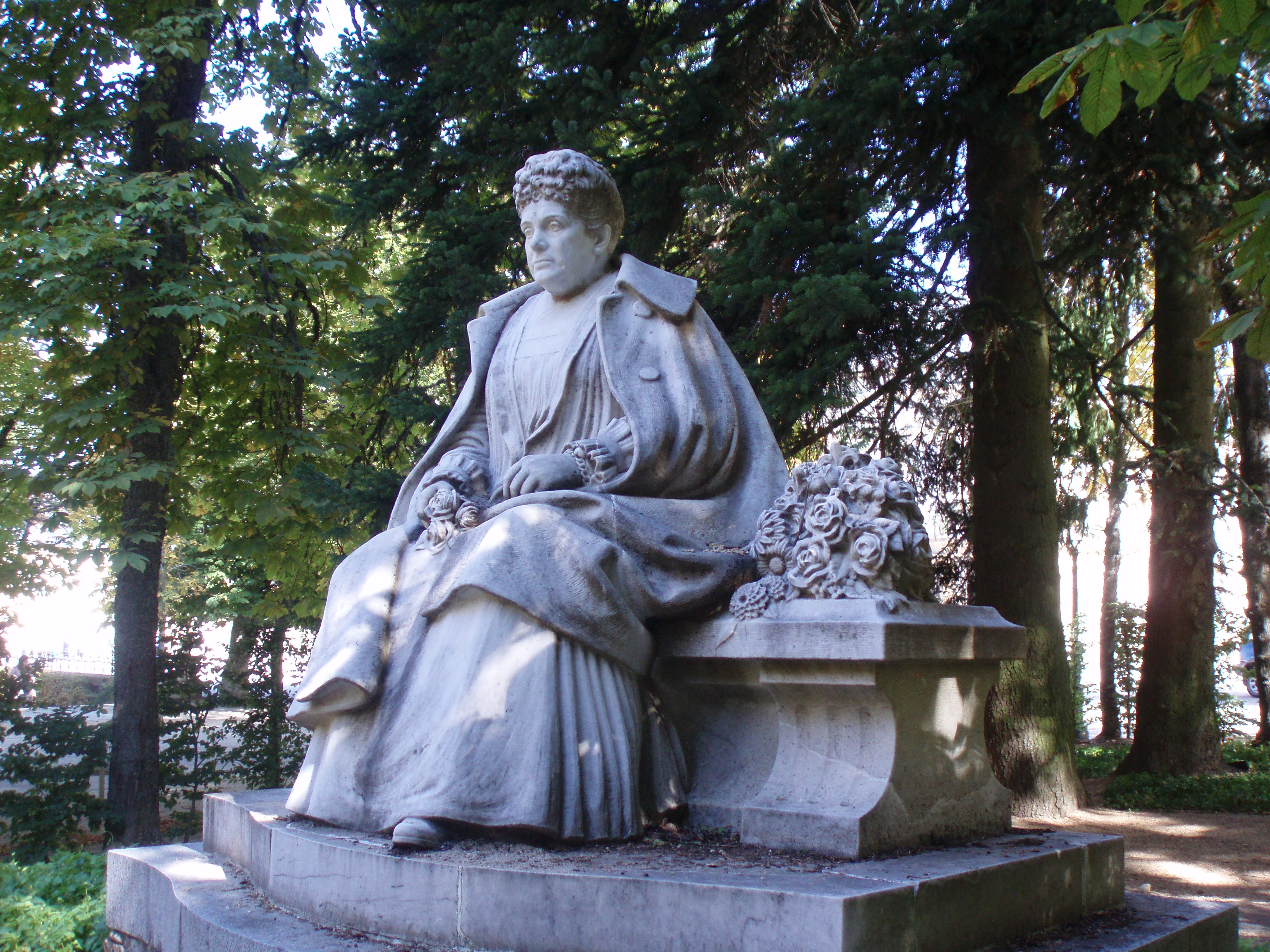
Скульптура Изабеллы в королевском дворце Ла-Гранха

Изабелла была очень уважаемым и самым популярным членом королевской семьи. В 1885 году крейсер ВМС Испании Инфанта Изабелла был назван в честь инфанты. В 1910 году инфанта была одни из организаторов празднование столетия независимости Аргентины, представляя в Буэнос-Айресе королевскую семью. Улица в Буэнос-Айресе Пасео де ла Инфанта Исабель была названа в её честь. В Мадриде ей посвящена улица Принцессы (calle de la Princesa).
Изабелла умерла 22 апреля 1931 года в возрасте 79 лет. Смерть инфанты наступила через пять дней после того как её племянник король Альфонсо XIII отрекся от престола в ходе революции. Всей испанской королевской семье пришлось покинуть Испанию. После победы республиканцев, правительство проинформировало инфанту, что она может вернуться в Испанию из-за её чрезмерной популярности. Но Изабелла отказалась возвращаться и умерла через несколько дней в Париже.
Большинство своих драгоценностей она оставила своему племяннику-королю. Среди них был знаменитая тиара Mellerio Shell, которая сейчас используется королевской семьей при официальных мероприятиях, её часто носила королева София. В 1991 году благодаря усилиям испанского короля Хуана Карлоса, останки инфанты были перенесены в Испанию и похоронены в часовне дворца Ла-Гранха, недалеко от Сеговии, а один из залов дворца был переименован в её честь.
Инфанте Изабелле была установлена статуя в парке Дель Остеде. Кроме этого, в парке Королевского дворца Ла-Гранха есть огромная сидячая скульптура инфанты, сделанная из мрамора. Инфанта изображена с букетом роз.

## Награды
— Орден Королевы Марии Луизы (Испания);